# Plantago lanceolata
Espèce
Classification phylogénétique
Statut de conservation UICN

 LC  : Préoccupation mineure
Plantago lanceolata, le Plantain lancéolé, Plantain étroit ou « Herbe à cinq coutures ou à cinq côtes » est une plante herbacée vivace de la famille des Plantaginacées.

## Description
C'est une plante de taille moyenne (15-50 cm), qui prend des formes variables selon la richesse du milieu, l'ensoleillement et l'hydromorphie du sol.
Les feuilles du plantain lancéolé sont en forme de fer de lance (lancéolées) et disposées en rosette basale ; les 3 – 5 nervures saillantes presque parallèles sont marquées.
Les fleurs sont disposées en épi cylindrique plus ou moins allongé au sommet d'une longue hampe.

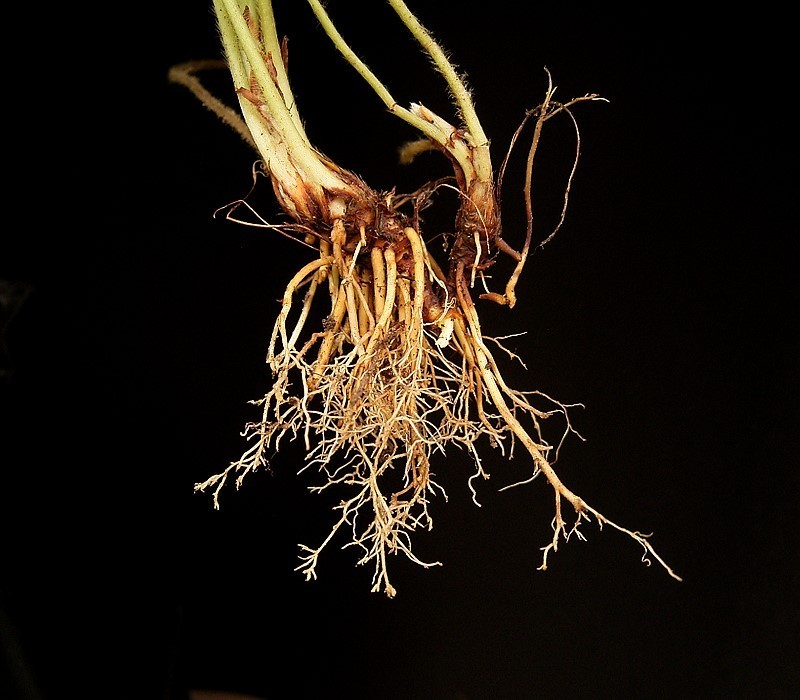
Système racinaire
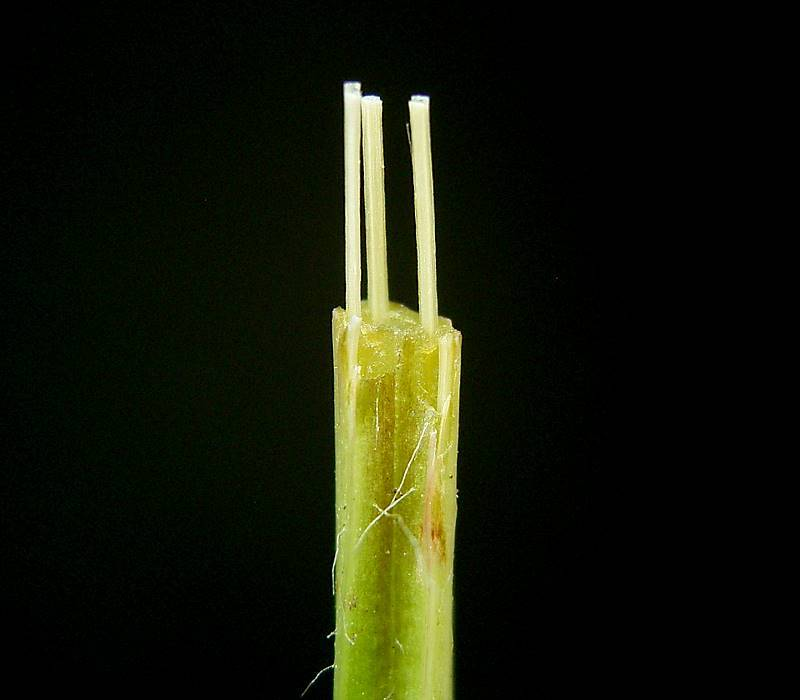
Système vasculaire
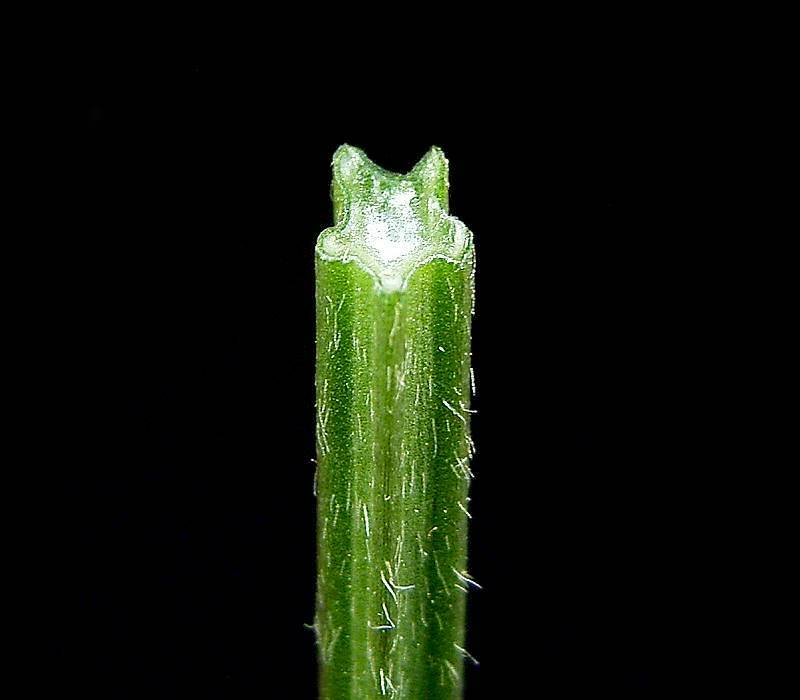
Section en étoile à 5 branches de la hampe
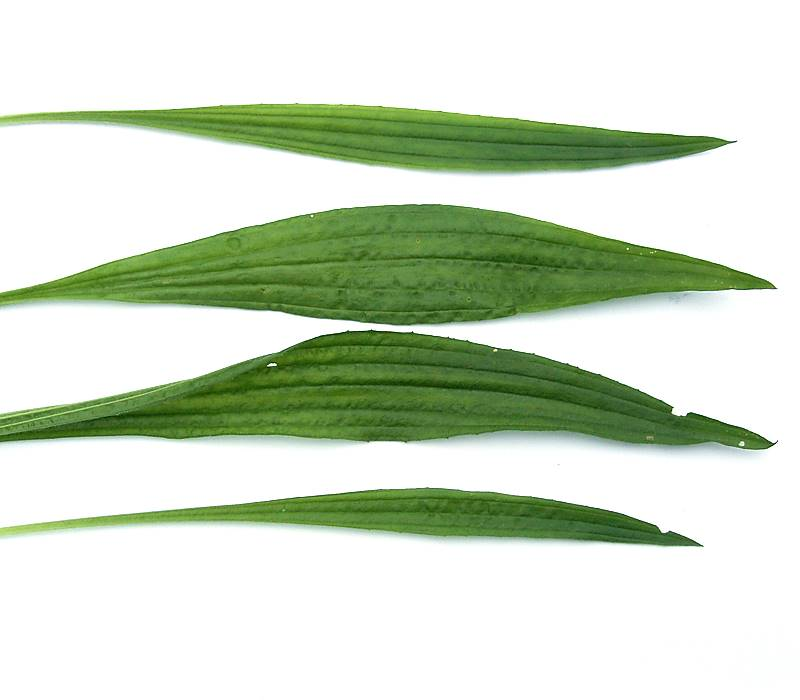
Feuilles
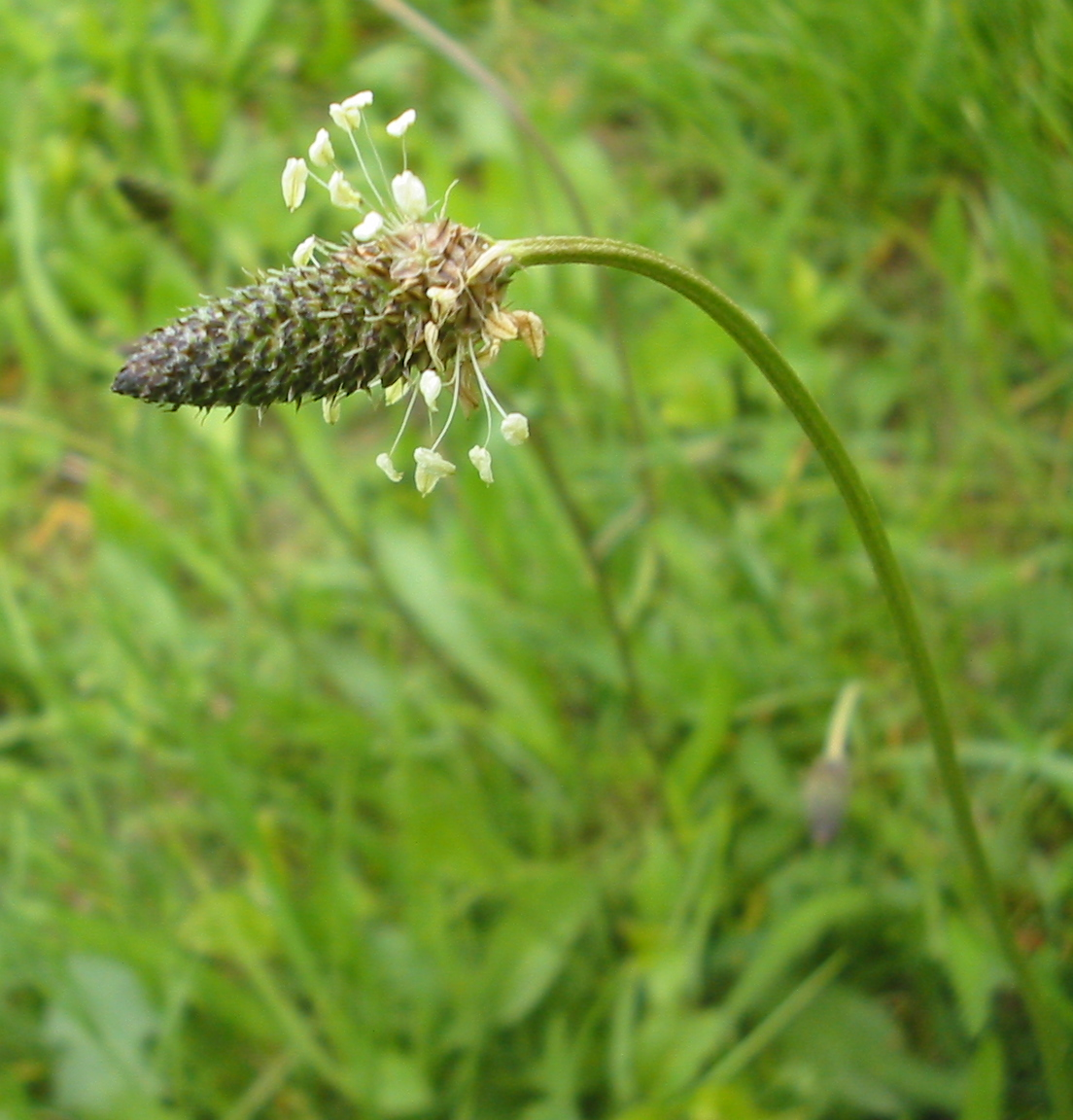
Inflorescence : épi
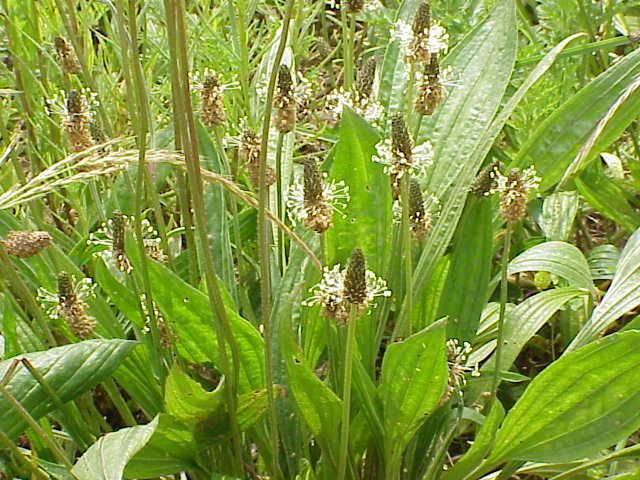
Plantes fleuries
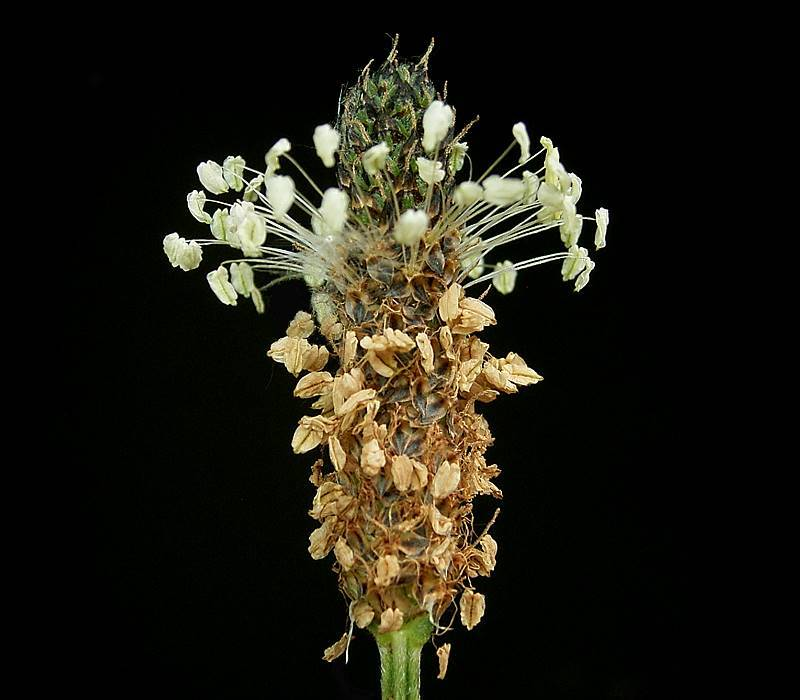
Fleurs de Plantago lanceolata
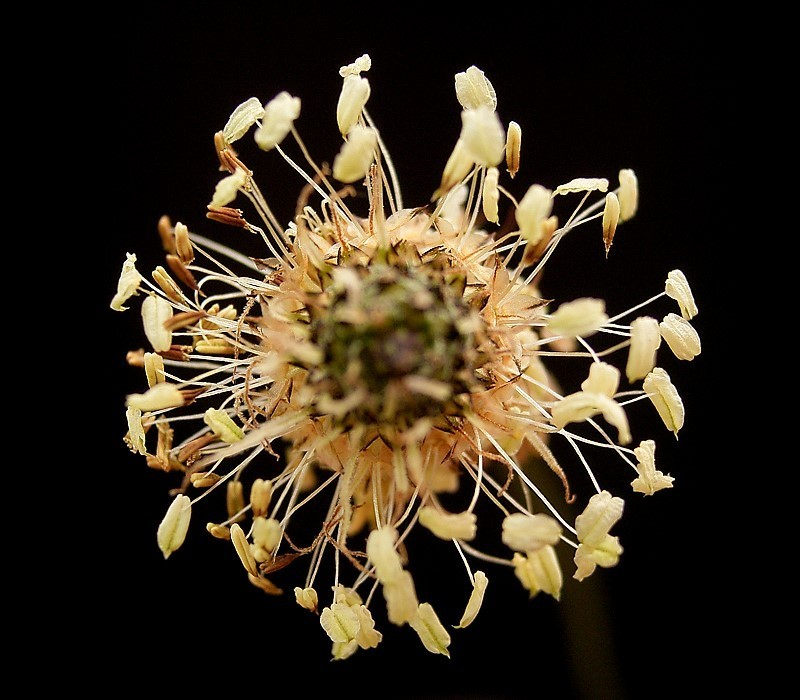
Fleurs de Plantago lanceolata
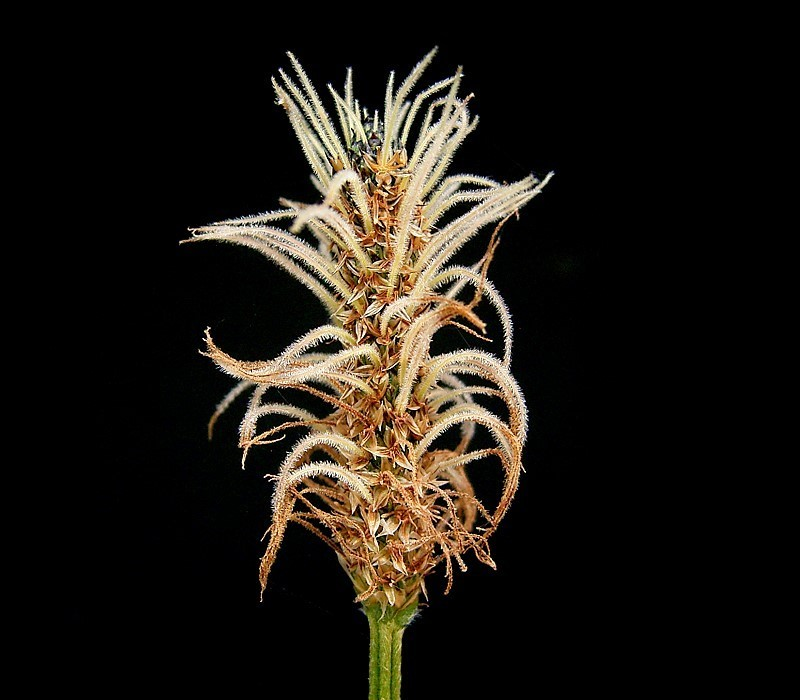
rare spécimen uniquement femelle
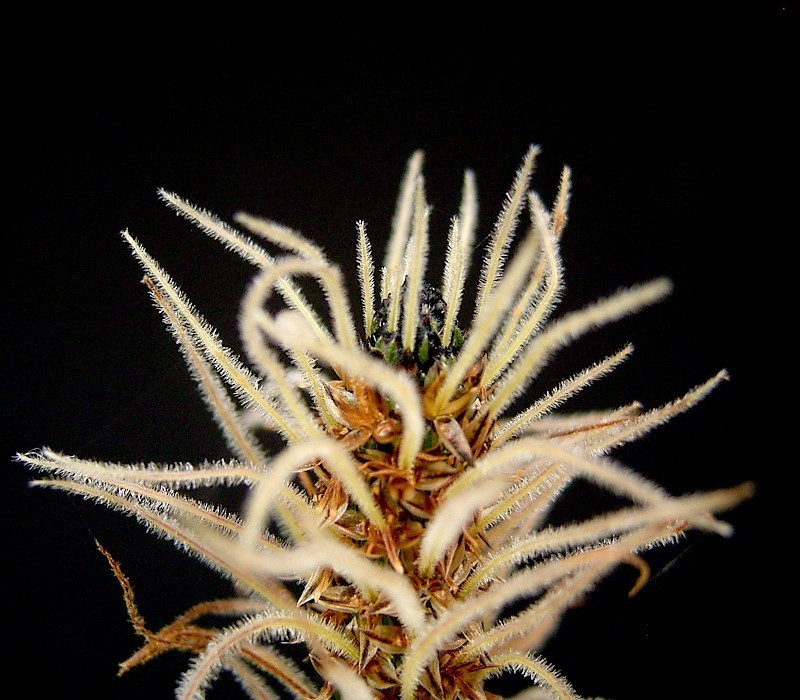
Fleurs femelles inhabituellement longues
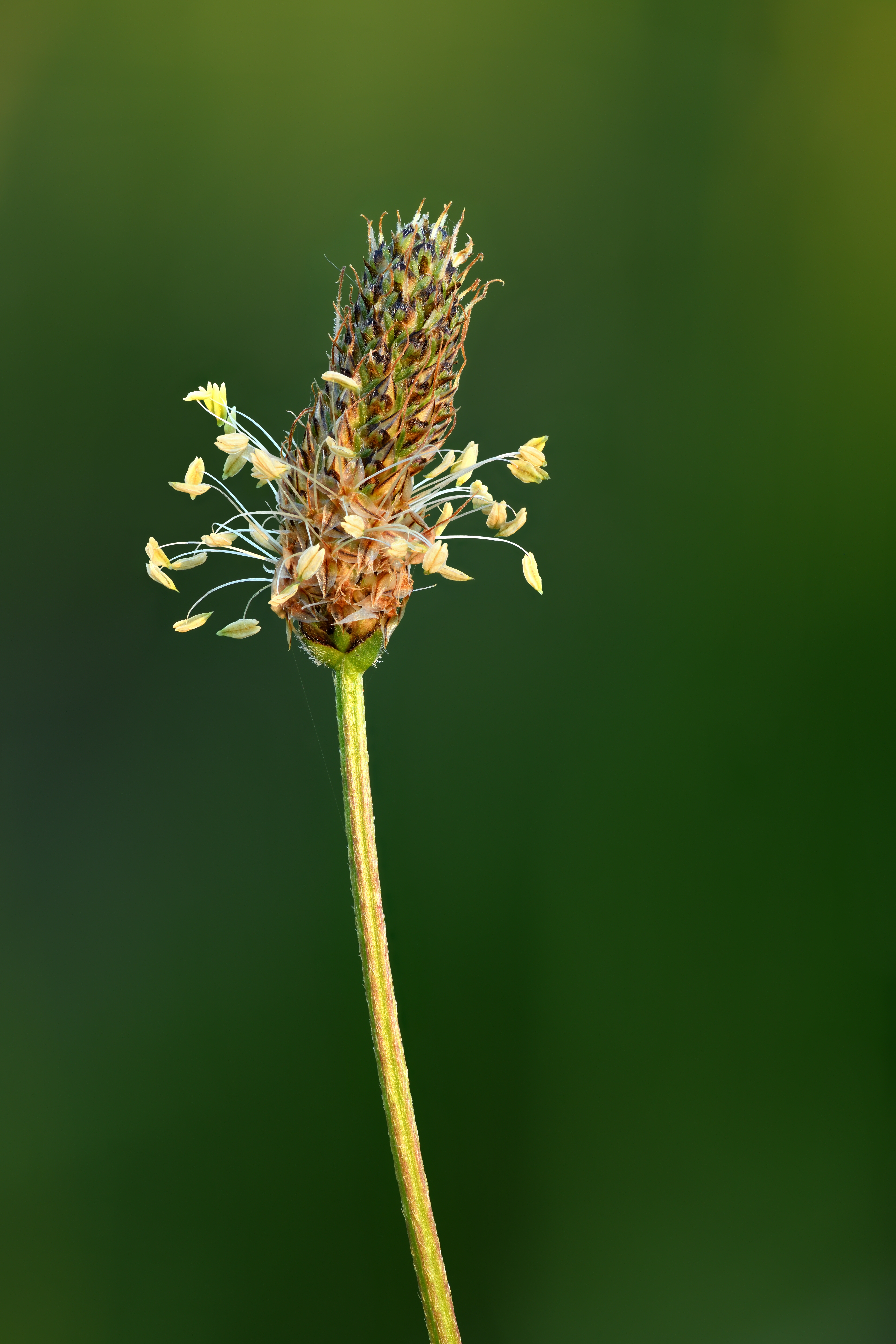
Fleurs de Plantago lanceolata

### Caractéristiques

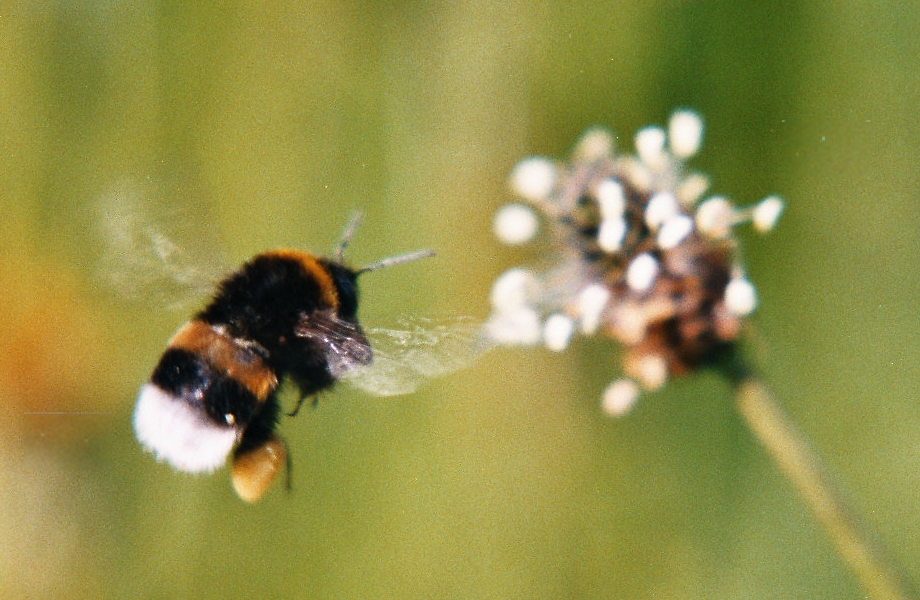
Pollinisation (entomogame et anémogame)

La floraison a lieu d'avril à octobre sur le littoral méditerranéen.
- Couleur dominante des fleurs : blanc
- Inflorescence : épi simple
- Sexualité : hermaphrodite et femelle (puisque c'est une plante gynodioïque).
- Ordre de maturation : protogyne
- Pollinisation : entomogame, anémogame

Graine :
- Fruit : capsule
- Dissémination : barochore

Habitat et répartition :
- Habitat type : pelouses vivaces des lithosols compacts (dalles) et mobiles (sables), médioeuropéennes à méditerranéennes, terrains vagues ou cultivés, pelouses urbaines, friches et autres interstices
- Aire de répartition : eurasiatique

Données d'après : Julve, Ph., 1998 ff. - Baseflor. Index botanique, écologique et chorologique de la flore de France. Version : 23 avril 2004.

## Plante hôte
C'est une source alternative de nourriture pour les chenilles des papillons Mélitée du plantain et Mélitée du mélampyre ou encore celle de l’écaille du plantain et la seule nourriture pour la chenille de Scopula rubraria, un papillon de nuit australien.
Le plantain lancéolé étant un hôte secondaire potentiel du puceron cendré du pommier, il a parfois été recommandé de l'éliminer aux abords des vergers.

## Vertus médicinales

### Propriétés
- Qualités : astringent, cicatrisant ; utilisation contre les inflammations, les hémorroïdes[réf. nécessaire].
- Contrairement aux autres parties de la plante, son pollen n'a pas de vertus bénéfiques et peut provoquer des rhinites allergiques entre mai et juillet.

### Usage médicinal: infusion, cataplasme, jus, teintures
- Le plantain est utilisé en premier lieu contre toutes les maladies des organes respiratoires et tout particulièrement en cas d'engorgement des poumons, de toux grasse, de coqueluche, d'asthme pulmonaire, même en cas de tuberculose pulmonaire pour désinfecter les voies respiratoires. Au début du XXe siècle, l'abbé Johann Künzle, herboriste populaire suisse, écrit que « le plantain est utilisé, quelle que soit l'espèce, avec la racine, la plante avec les feuilles, la fleur et les graines. Il purifie comme aucune autre plante ne peut le faire le sang, les poumons et l'estomac et est indiqué pour cette raison aux personnes anémiques ou dont le sang est de mauvaise qualité, dont les poumons et les reins sont faibles, qui sont de pâleur maladive, qui ont des exanthèmes, des dartres ou qui toussotent, qui sont enroués, et restent maigres comme des clous même si on les gave comme des oies »[5].
- Le plantain s'utilise en infusion (1 cuillerée à café bombée de feuilles avec 1/4 de litre d'eau, laisser infuser brièvement), en cataplasme de feuilles broyées ou en sirop[5].
- Contre les piqûres (moustiques, guêpes, orties…) et les démangeaisons, frotter une ou plusieurs feuilles sur l’endroit de la piqûre jusqu’à en extraire le suc.[réf. nécessaire]
- Les feuilles fraîches, riches en mucilages, peuvent être utilisées en cataplasme pour arrêter les saignements ou soigner les ampoules[réf. nécessaire].

## Usages
Toute la plante est comestible (feuilles, fleurs, fruits, graines). Les jeunes feuilles tendres, au goût de champignon, se mangent crues en salade Les feuilles plus âgées coriaces se consomment cuites en soupe ou comme légume,.
Pour l'alimentation des animaux voir le Grand plantain. Les plantains sont communs dans les prairies permanentes où ils résistent bien au piétinement et au surpâturage.
Dans les campagnes, ce plantain était utilisé pour faire le jeu de la « catapulte ». Il consistait à fabriquer une boucle avec le pédoncule floral puis à tirer violemment sur ce dernier glissant dans l'anneau. Le cône pyramidal de la fleur de plantain ne pouvant passer au travers de la boucle était éjecté comme par une catapulte.

## Palynologie
Cette plante est très utilisée en palynologie pour dater le début du néolithique et des activités agro-pastorales chez les humains. C'est en effet une plante qui apparait dans les zones piétinées et également dans les zones cultivées. L'augmentation du taux de pollen de cette plante, ou au contraire sa diminution est donc directement reliée à l'augmentation ou à la diminution des activités agro-pastorales.

## Légende

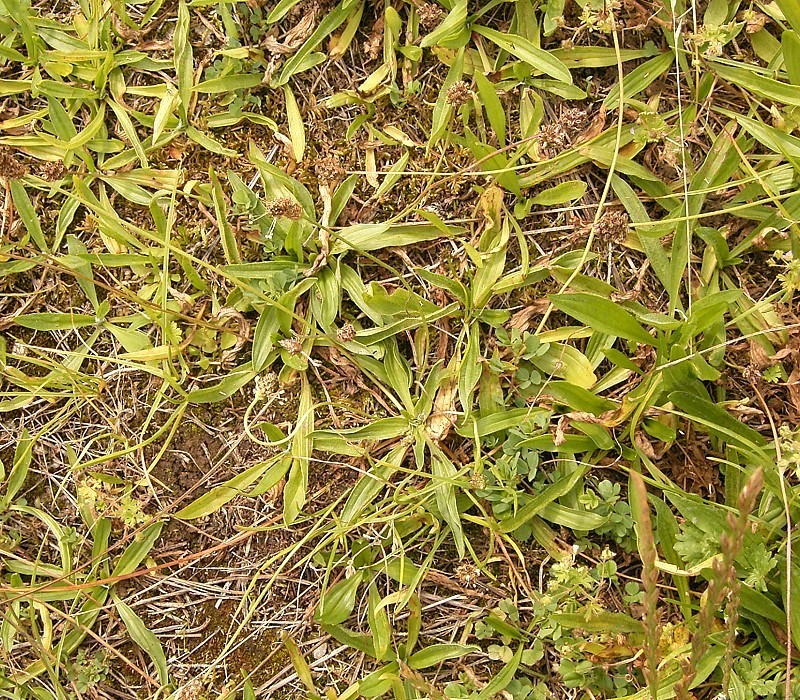
..forme jaunie et petite, sur sol très pauvre

... selon deux récits de haute Bretagne, rapportés par Lucie De V.-H., Revue des Traditions Populaires - R.T.P., T. 15-1900, pp. 336-337
Un tailleur de Ruca avait vendu son âme au diable, à la condition que pendant dix années Satan le comblerait des biens de ce monde. À ce pacte il n'avait mis qu'une restriction, c'est que, s'il présentait à la place de son âme une couture si finement faite que les yeux du diable ne pussent la distinguer, non seulement il serait libéré, mais encore il aurait la possession entière des biens dont il ne devait jouir que dix ans. Le diable, qui est un malin, se croyait certain de découvrir n'importe quelle fine couture et sans hésiter il accepta le marché.
Pendant dix ans le tailleur vécut comme un gros Monsieur, mais subitement il devint triste ; l'heure approchait de payer son marché et il n'imaginait pas de couture assez mince, assez fine pour tromper le diable. Désolé, il eut recours aux Fées qui étaient nombreuses à Ruca et l'une d'elles entendit sa plainte. Elle lui promit de lui venir en aide, et comme il savait que -si le diable est malin, les fées le sont encore davantage-, le pauvre tailleur s'en alla tout joyeux.
Au jour convenu, il revint et la bonne fée prenant quelques brins d'herbe les assembla par une couture si fine que le diable ne put jamais la découvrir. Le tailleur fut sauvé et notre pays fut doté de « l'herbe à cinq coutures ».
Un seigneur, riche comme le monde, avait fait bannir dans tous ses États qu'il épouserait la jeune fille qui lui apporterait la couture la plus fine et la mieux exécutée, et encore faudrait-il que cette couture fut faite devant lui afin qu'il put s'assurer qu'il n'y aurait pas de tromperies.
Vous pensez si toutes les filles du pays mirent leur aiguille en mouvement, une seule, ne faisait rien que pleurer à longueur de journées. Elle aimait le seigneur et se disait qu'étant la plus maladroite du pays, elle n'arriverait jamais au bonheur rêvé d'être sa femme !...
Un soir qu'elle se promenait bien triste dans la lande, elle vit un lutin qui la regardait en souriant. Elle eut peur et voulut fuir, mais ce lutin était un bon lutin, qui la rassura en lui disant qu'il connaissait sa peine et voulait lui venir en aide. « Prends cette aiguille ; quand tu seras devant ton seigneur, demande des brins d'herbe, couds-les ensemble aussi fortement aussi solidement que tu voudrais coudre au tien, le cœur de celui que tu aimes (textuel) et ne t'inquiète pas du reste ».
La jeune fille n'en croyait pas ses oreilles, mais la petite aiguille qu'elle avait à la main la rassura, et confiante en la parole du bon lutin, elle attendit le jour de l'épreuve.
Enfin ce jour tout à la fois désiré et redouté arriva ; chacune des jeunes filles apporta au château les plus fines toiles de chanvre et de lin, il y avait des coutures merveilleuses, la nôtre, elle, n'avait pour tout bagage que son cœur tout rempli d'amour et ses jolis yeux rieurs (textuel).
Surpris, le seigneur lui demanda où était la couture commencée. « Je n'ai rien apporté, mais si vous voulez cueillir quelques brins d'herbe et me les donner, j'en ferai une couture si fine et si solide que vous ne saurez jamais la défaire. ».
Les amis du prince la croyaient folle, mais lui, la jugeant la plus jolie, accéda à son désir et vite elle assembla cinq brins d'herbe et en fit cette herbe à cinq coutures que nous voyons partout. Bien entendu, elle épousa le Seigneur qui fit planter l'herbe cousue par sa femme, cette herbe prit racine et se multiplia.
Si jamais vous voulez vous faire aimer de qui ne vous aime guère, faites toucher à cette personne une herbe à cinq coutures, puis dévotement portez-la à votre cou, vous êtes assuré d'avoir vite l'affection que vous souhaitez.